# 2010 au Soudan
Chronologie de l'Afrique
2008 au Soudan - 2009 au Soudan - 2010 au Soudan - 2011 au Soudan - 2012 au Soudan
2008 par pays en Afrique - 2009 par pays en Afrique - 2010 par pays en Afrique - 2011 par pays en Afrique - 2012 par pays en Afrique

## Chronologie au Soudan

### Premier trimestre au Soudan
- Jeudi 14 janvier 2010 : Six personnes reconnues coupables d'avoir participé en 2005 à des affrontements meurtriers avec la police dans une banlieue pauvre de Khartoum  ont été exécutées. En mai 2005, quelques mois après la fin de la guerre civile entre le nord et le sud du Soudan, les autorités soudanaises avaient tenté de forcer l'évacuation du camp de Soba Aradi, en banlieue de Khartoum, où se trouvaient 10 000  personnes déplacées par ce conflit. Lors de ces affrontements, 30 personnes ont trouvé la mort chez les civils et 14 au sein des forces de l'ordre.

- Vendredi 15 janvier 2010 : Le Tchad et le Soudan ont établi à N'Djamena un calendrier sur la création de leur première force mixte, prévoyant notamment « l'occupation des postes et la sécurisation de la frontière des deux pays » devenant effective entre le 15 et le 20 février. Le calendrier a été arrêté par les deux parties dans le cadre d'un protocole d'accord « portant sur les mesures concrètes de normalisation des relations entre le Tchad et le Soudan ». Côté tchadien, un poste d'observation est prévu à Abéché (est) et pour le Soudan, il sera installé à El-Geneina (Darfour). Le Tchad et le Soudan « se sont donné un délai de deux mois pour prendre chacun les mesures qu'il faut pour mettre un terme à toute présence, tout soutien et de toute action des groupes armés à l'un ou l'autre pays ». « Tout cela doit se faire au plus tard le 21 février », mais avec une possible prorogation possible, en cas de besoin, « jusqu'au 22 mars 2010 »[1].

- Mardi 19 janvier 2010 :
  - Trois touristes, deux Français et un Belge, sont détenus depuis deux semaines pour avoir eu en leur possession des restes d'une météorite célèbre tombée en octobre 2008 dans le secteur d'Abou Hamad (quelque 500 kilomètres au nord de Khartoum), une région reculée, près de la frontière avec l'Égypte. Selon le ministère de l'Intérieur, l'achat de morceaux de cette météorite, baptisée « 2008 TC3 », constitue une « violation » des règlements encadrant la pratique de l'archéologie[2].
  - Deux rebelles du Darfour sont condamnés à la peine de mort pour une attaque contre la banlieue de Khartoum en mai 2008, ce qui porte à 105 le nombre de rebelles condamnés à la peine capitale pour leur rôle dans ces violences. Les rebelles avaient été repoussés par les forces de sécurité soudanaises à l'issue de violents combats qui ont fait 220 morts. Cinq autres accusés dans cette affaire ont été blanchis. L'ONG Amnesty International se dit « scandalisée par le fait que les autorités soudanaises continuent d'appliquer la peine de mort après des procédures judiciaires injustes »[3].

- Vendredi 5 février 2010 : Selon la commission de l'Union africaine, la décision de la Cour pénale internationale, visant à la délivrance d'un mandat d'arrêt pour génocide contre le président Omar el-Béchir, « va à contre-courant » du processus de  paix. La chambre d'appel de la CPI a ordonné mercredi aux juges de première instance de réexaminer leur décision de ne pas retenir le  génocide dans leur mandat d'arrêt contre Omar el-Béchir[4].

- Lundi 8 février 2010 : Le président tchadien Idriss Deby Itno est arrivée à Khartoum où il a été accueilli par le président Omar el-Béchir. Cette visite constitue un signe d'apaisement entre le Tchad et le Soudan qui se livrent une guerre par groupes rebelles interposés et dont les bonnes relations sont jugées essentielles pour la paix au Darfour.

- Mardi 23 février 2010 : Le Soudan a signé à Doha (Qatar), une trêve avec le Mouvement pour la justice et l'égalité (JEM), un important mouvement rebelle du Darfour, rendue possible par le rapprochement entre Khartoum et le Tchad, mais le retour à la paix dans cette région nécessitera le ralliement d'autres groupes rebelles. L'accord indique que le JEM doit se constituer « en parti politique dès la signature de l'accord final entre les deux parties »[5].

- Mercredi 24 février 2010 : Le ministre de la Justice fait libérer 57 prisonniers du JEM, dont 50 étaient condamnées à mort, soit la moitié des détenus membres de ce groupe rebelle du Darfour. Le président Omar el-Béchir avait annoncé le week-end dernier l'annulation des peines de mort prononcées contre les prisonniers du JEM et la libération rapide de 3O% d'entre eux, après la signature de l'accord de Doha.

- Mercredi 31 mars 2010 : Le bureau politique du Mouvement populaire de libération du Soudan annonce boycotter le processus électoral au Darfour et son représentant, Yasser Arman, principal opposant au président Omar el-Béchir, se retire de la course à la présidentielle du 11 avril. Lundi, il avait accusé le Parti du congrès national, du président Bachir, de faire « tout ce qui est en son pouvoir pour falsifier la présidentielle », affirmant que les conditions pour un scrutin « libre » et « équitable » ne sont pas réunies, et que l'insécurité au Darfour ne permet pas la tenue d'un scrutin. Son retrait fait d'Omar el-Béchir le grand favori de la présidentielle. Sadeq al-Mahdi, ancien premier ministre et chef du parti Umma (nationaliste) reste en compétition[6].

### Deuxième trimestre au Soudan
- Jeudi 1er avril 2010 : Quatre importants candidats opposés au président soudanais Omar el-Béchir se retirent de la course à la présidentielle du 11 avril au 13 avril, premier scrutin multipartite en 24 ans au Soudan.

- Jeudi 15 avril 2010 : Selon la présidence, l'opposition soudanaise va tenter d'organiser des émeutes afin de changer le régime en place à Khartoum à l'issue des élections, « ils évoquent les exemples du Zimbabwe, du Kenya, du Nigeria », « comme s'ils voulaient convaincre l'opinion publique que cela était possible ». Les premières élections — législatives, régionales et présidentielle — multipartites depuis 1986, sont boycottées par une partie de l'opposition qui accuse le parti au pouvoir de truquer le scrutin[7].

- Lundi 26 avril 2010 :
  - Selon la commission électorale, le président Omar el-Béchir est reconduit au pouvoir avec 68,24 % des voix à l'issue d'élections controversées et entachées par des accusations de fraudes et des problèmes techniques qui ont compliqué le déroulement du vote et l'annonce des résultats. Ce sont les premières élections — législatives, régionales et présidentielle — multipartites depuis 1986. Le président de la région semi-autonome du Soudan du Sud, Salva Kiir, a également conservé son poste. Le président el-Béchir a déclaré : « C'est une victoire pour tous les Soudanais. Je confirme que nous allons mettre en œuvre le référendum au Soudan du Sud à la date précise et on va continuer à œuvrer pour la paix au Darfour ».
  - L'organisation Human Rights Watch a dénoncé « la répression politique et les violations des droits de l'homme » « qui ont sapé le caractère libre et équitable du scrutin dans tout le Soudan ». Les observateurs de l'Union européenne et de la fondation américaine Carter ont estimé qu'elles ne répondaient pas aux « normes internationales », notamment au Soudan du Sud, région où de nombreux cas de fraudes et d'intimidations ont été enregistrés[8].

- Vendredi 14 mai 2010 : Quatre pays d'Afrique de l'Est —  l'Éthiopie, l'Ouganda, le Rwanda et la Tanzanie — ont signé à Entebbe un nouvel accord, en négociation depuis une dizaine d'années, sur le partage des eaux du Nil, en l'absence du Burundi et de la Congo-Kinshasa, et malgré le boycott de l'Égypte et du Soudan, farouchement opposés à ce projet, dont tous les détails n'ont pas été rendus publics. Selon le texte, la nouvelle Commission du Bassin du Nil sera chargée de recevoir et approuver tous les projets (canaux d'irrigation, barrages…) concernant le fleuve. Elle sera basée à Addis-Abeba et comptera des représentants des neuf pays concernés[9].

- Samedi 15 mai 2010 : L'opposant islamiste Hassan al-Tourabi est arrêté à son domicile un mois après les élections législatives et présidentielle qui se sont tenues pour la première fois en 24 ans au Soudan. Mentor du général Omar el-Béchir lors du coup d'État militaire de 1989, qui avait porté ce dernier au pouvoir, Hassan al-Tourabi est devenu son pire ennemi après avoir été évincé en 1999. Il  avait qualifié les dernières élections de « frauduleuses » et affirmé que son parti, le Parti du congrès populaire (PCP), ne participerait pas au prochain gouvernement, ni ne siègerait aux différents parlements. Hassan al-Tourabi a été emprisonné à plusieurs reprises par le passé. Sa dernière arrestation remonte à la mi-janvier 2009 après avoir affirmé à des médias internationaux que le président soudanais était « politiquement coupable » de crimes commis au Darfour. À sa sortie de prison en mars 2009, il avait aussi estimé que l'homme fort du régime devait se rendre de son propre chef devant la Cour pénale internationale (CPI) qui siège à la Haye pour répondre aux accusations de crimes de guerre et contre l'humanité, pour son rôle supposé dans les violences au Darfour, région de l'ouest du Soudan en proie à la guerre civile depuis 2003[10].

- Samedi 5 juin 2010 :  La présidence ougandaise de l'Union africaine annonce que le président soudanais Omar el-Béchir, sous le coup d'un mandat d'arrêt international pour crimes de guerre et contre l'Humanité au Darfour, ne sera pas invité au prochain sommet de l'UA à Kampala[11].

- Mercredi 9 juin 2010 : Le Soudan s'est engagé avec cinq autres pays africains à ce qu'« aucun enfant de moins de 18 ans ne prenne part, directement ou indirectement, à des hostilités et, le cas échéant, de prévenir toute forme de recrutement ». Il s'agit d'un accord en treize points, dont une stratégie transfrontalière contre la prolifération et le trafic d'armes légères. Les signataires ont également promis de ratifier le protocole additionnel à la Convention des droits de l'enfant de l'ONU concernant l'implication d'enfants dans les conflits armés[12].

### Troisième trimestre au Soudan
- Lundi 12 juillet 2010 : Les juges de la Cour pénale internationale ajoutent le « génocide » aux chefs d'accusation de crimes de guerre et de crimes contre l'humanité au Darfour figurant déjà dans le mandat d'arrêt contre le président soudanais Omar el-Béchir. La chambre d'appel de la CPI avait ordonné le 3 février aux juges de première instance de réexaminer leur décision de ne pas retenir le génocide dans le mandat d'arrêt délivré le 4 mars 2009 contre le président Omar el-Béchir. Le procureur Luis Moreno-Ocampo avait fait appel le 6 juillet 2009.

- Jeudi 15 juillet 2010 :
  - État de la Mer Rouge : les fortes pluies tombées depuis dimanche ont provoqué des inondations dans les villages autour de la ville de Tokar (en) et fait 33 morts, alors que d'autres personnes sont portées disparues ainsi de nombreuses têtes de bétail.
  - 3 journalistes du quotidien islamiste d'opposition Ray al-Shaab (L'Opinion du peuple), sont condamnés à des peines allant de deux à cinq ans de prison pour la publication d'articles « erronés »  sur le soutien populaire au président Bachir, vainqueur des élections d'avril et pour avoir fait état de la présence au Soudan d'une usine produisant des armes pour l'Iran et le mouvement islamiste palestinien Hamas[13].

- Lundi 9 août 2010 : Le Soudan suspend l'accord permettant la diffusion dans le pays du service arabe de la BBC sur les ondes FM, relayée par quatre antennes dans le nord du pays, pour des raisons qui « n'ont rien à voir avec le contenu » de la programmation. Les autorités reprochent à la célèbre radio d'avoir fait entrer illégalement au pays du matériel technique par la valise diplomatique britannique, d'avoir mené des activités de formation via son service BBC Trust sans obtenir au préalable un « accord final » avec le ministère et d'avoir diffusé à partir de Djouba, capitale de la région semi-autonome du Soudan du Sud, sans avoir obtenu l'approbation du gouvernement central de Khartoum[14].

- Mercredi 18 août 2010 : Le ministère de l'Intérieur annonce la mort de 10 personnes dans « l'effondrement d'une mine d'or artisanale dans le village de Kabkabah, dans le secteur d'Abou Hamed » (nord), une région désertique théâtre d'une ruée vers le précieux métal, favorisée par la hausse des cours de l'or, doublée de l'apparition massive de détecteurs  performants de métaux. Au cours des deux dernières années, des milliers d'orpailleurs artisanaux ont migré dans cette zone désertique située dans le triangle entre les villes d'Atbara, Abou Hamed et Port-Soudan[15].

- Dimanche 29 août 2010 : Une polémique internationale se développe au sujet de la présence à Nairobi, pour la cérémonie de promulgation de la nouvelle Constitution kényane, du président Omar el-Bechir, recherché pour génocide, crimes de guerre et crimes contre l'humanité, et contre lequel la Cour pénale internationale (CPI) a émis deux mandats d'arrêt. Le Kenya, signataire du traité de Rome créant la CPI, avait théoriquement l'obligation de l'interpeller. Selon le ministre des Affaires étrangères kényan, Moses Wetangula : « Le président Béchir est ici parce que nous avons invité tous nos voisins et que c'est un voisin […] Nous n'avons à nous excuser […] parce que je suis sûr que nous améliorons la paix, la sécurité et la stabilité dans la région ».

- Mercredi 15 septembre 2010, État du Nil Blanc : Un choc frontal entre un bus et un minibus près d'Alrader, à une soixantaine de kilomètres au sud de Khartoum, fait 37 morts, dont 4 enfants, et 26 blessés. Trente-sept personnes sont mortes et 26 ont été blessées.

- Vendredi 17 septembre 2010, État du Nil Blanc : Treize personnes, qui se rendaient aux funérailles des victimes de l'accident de bus de mercredi, ont péri lorsque leur bateau a chaviré lors de sa traversé du Nil près d'Alrader. 9 personnes ont pu être secourues.

### Quatrième trimestre au Soudan
- Samedi 9 octobre 2010 : Fin d'une visite de 4 jours d'une délégation des ambassadeurs des quinze pays membres du Conseil de sécurité de l'ONU, présidée par l'Américaine Susan Rice.

- Dimanche 10 octobre 2010 : Une manifestation d'une trentaine de personnes favorables à l'indépendance du Soudan du Sud a été dispersée à coups de bâtons par la police anti-émeutes à Khartoum.

- Mardi 12 octobre 2010 :
  - Le président Omar el-Béchir, dans un discours à l'Assemblée nationale, a prévenu qu'il n'accepterait pas d'« alternative à l'unité » de son pays, alors qu'un référendum sur l'autodétermination du Soudan du Sud est prévu en janvier. Plusieurs observateurs soudanais anticipent un report du scrutin en raison de différends politiques entre nordistes et sudistes et de retards dans l'organisation du vote, point-clé de l'accord de paix global ayant mis fin en 2005 à plus de deux décennies de guerre civile entre le Nord et le Sud, qui a fait deux millions de morts.

- Mercredi 20 octobre 2010 : Les inondations dues aux des pluies diluviennes de ces derniers mois ont fait 50 morts et quelque 74.970 sinistrés.

- Lundi 15 novembre 2010 : L'Union africaine annonce  un accord-cadre entre le Parti du congrès national (NCP) et les ex-rebelles du Mouvement populaire de libération du Soudan (SPLM) sur un ensemble de dossiers litigieux à régler afin d'assurer une transition pacifique après le référendum de janvier. Le tracé de la « frontière ouverte » de 2 100 km doit être décidé avant le référendum d'indépendance, afin de permettre la circulation des biens et des personnes « sans obstacles » quelle que soit l'issue de la consultation. Le différend sur la région contestée d'Abyei, une poudrière à la lisière Nord-Sud, est le dossier le plus difficile[16].

- Samedi 4 décembre 2010 : 19 personnes sont mortes et 15 autres blessées lors d'une collision entre un autobus touristique roulant à grande vitesse et un minibus sur une autoroute au sud de Khartoum.

- Samedi 11 décembre 2010 : Le procureur de la CPI, Luis Moreno-Ocampo, affirme que le président Omar el-Béchir sera arrêté : « Il n'est pas assigné à résidence, il est assigné à son pays [...] Quand il en sort, il est accompagné par la moitié de l'armée de l'air parce qu'il sait qu'il peut être arrêté ».

- Mardi 14 décembre 2010 : Le président Omar el-Béchir, objet d'un mandat d'arrêt de la CPI pour crimes de guerre, a décidé de ne pas se rendre le lendemain en Zambie pour un sommet de la conférence des Grands Lacs, Lusaka a refusé de préciser si elle l'aurait arrêté à cette occasion.

- Samedi 18 décembre 2010 : Selon une note diplomatique américaine divulguée par Wikileaks, le président Omar el-Béchir a détourné neuf milliards de dollars (6,79 milliards d'euros) des recettes pétrolières de son pays et a placé cet argent dans des banques britanniques[17],[18].

- Dimanche 19 décembre 2010 : Le président Omar el-Béchir annonce que la charia, ou loi islamique, deviendra « l'unique source de la Constitution » du Soudan « après la sécession » du sud du pays à l'issue du référendum du 9 janvier prochain : « Nous allons changer la Constitution. Il ne sera plus question de diversité culturelle ou ethnique, la seule source de la Constitution sera la charia et l'arabe sera la seule langue officielle ».

- Mercredi 22 décembre 2010 : Un accord se dessine avec le Soudan du Sud sur le partage du pétrole dont ce dernier regorge mais qui n'a pas de pipeline pour l'exporter. Le Soudan est doté de réserves estimées à plus de six milliards de barils, or, les trois-quarts de cette manne gisent dans des zones limitrophes et au Soudan du Sud, région qui doit se prononcer le 9 janvier sur sa sécession. La négociation porte sur une formule garantissant aux deux régions des revenus pétroliers, le Sud essentiellement par sa production, et le Nord par la location de son oléoduc qui traverse le Nord jusqu'à Port-Soudan, sur la Mer Rouge.

- Mercredi 29 décembre 2010 : Le Soudan demande la publication d'un audit sur le programme de désarmement d'ex-soldats pendant la guerre civile Nord-Sud après la diffusion d'informations selon lesquelles des millions de dollars auraient disparu des coffres de l'ONU[19].

## Chronologie au Darfour

### Premier trimestre au Darfour
- Samedi 16 janvier 2010 : Nouveaux affrontements armés ont lieu contre dans le secteur du village de Frog, au nord-ouest de Kutum, entre l'armée soudanaise et la faction de l'Armée de libération du Soudan dirigée par Abdelwahid Mohammed Nour (SLA-Abdelwahid), un important mouvement rebelle refusant de participer aux pourparlers de paix de Doha (Qatar). Des affrontements ont déjà eu lieu cette semaine dans le Jebel Marra, un piémont fertile, ce qui a forcé l'évacuation d'humanitaires travaillant sur place. Abdelwahid Mohammed Nour, qui vit en exil à Paris, refuse de  participer au processus de paix de Doha, entamé l'an dernier entre le Mouvement  pour la justice et l'égalité (JEM) et les autorités soudanaises[20].

- Mardi 19 janvier 2010 : Deux rebelles du Darfour sont condamnés à la peine de mort pour une attaque contre la banlieue de Khartoum en mai 2008, ce qui porte à 105 le nombre de rebelles condamnés à la peine capitale pour leur rôle dans ces violences. Les rebelles avaient été repoussés par les forces de sécurité soudanaises à l'issue de violents combats qui ont fait 220 morts. Cinq autres accusés dans cette affaire ont été blanchis. L'ONG Amnesty International se dit « scandalisée par le fait que les autorités soudanaises continuent d'appliquer la peine de mort après des procédures judiciaires injustes »[3].

- Samedi 6 février 2010, Darfour: Laurent Maurice, un employé français de la Croix-Rouge enlevé au Tchad le 9 novembre dernier, a été libéré en bonne santé. Un groupe peu connu du Darfour, se présentant comme « les Aigles de libération de l'Afrique », avait revendiqué le rapt de Laurent Maurice et réclamé un million d'euros pour le libérer. Ce groupe a expliqué : « Nous n'avions pas agi pour de l'argent mais parce que nous souhaitions que la France change sa politique dans la région. Or, nous apprécions le rôle positif que la France a joué lors des dernières négociations entre le Tchad et le Soudan »[21].

- Lundi 8 février 2010 :
  - Le président tchadien Idriss Deby Itno est arrivée à Khartoum où il a été accueilli par le président Omar el-Béchir. Cette visite constitue un signe d'apaisement entre le Tchad et le Soudan qui se livrent une guerre par groupes rebelles interposés et dont les bonnes relations sont jugées essentielles pour la paix au Darfour.
  - Darfour : La Cour pénale internationale de La Haye, à l'unanimité des juges, abandonne faute de « preuves suffisantes », la procédure judiciaire contre Bahar Idriss Abu Garda (47 ans), un chef rebelle du Darfour, qui était accusé pour l'attaque le 29 septembre 2007 contre des soldats de l'Union africaine qui avait fait douze morts à Haskanita (nord du Darfour). Le bureau du procureur de la CPI a annoncé qu'il allait interjeter appel de la décision[22].

- Vendredi 19 février 2010, Darfour : Le président Omar el-Béchir annonce la signature imminente d'un accord cadre avec le Mouvement pour la justice et l'égalité, un important groupe rebelle du Darfour, pouvant mettre fin aux affrontements dans cette région de l'ouest du Soudan en proie à la guerre civile. Ces nouveaux développements surviennent sur fond d'un réchauffement des relations entre le Soudan et le Tchad. Un autre important mouvement rebelle du Darfour, l'Armée de libération du Soudan d'Abdelwahid Nour, refuse de participer au processus de paix de Doha.

- Mardi 23 février 2010 : Le Soudan a signé à Doha (Qatar), une trêve avec le Mouvement pour la justice et l'égalité (JEM), un important mouvement rebelle du Darfour, rendue possible par le rapprochement entre Khartoum et le Tchad, mais le retour à la paix dans cette région nécessitera le ralliement d'autres groupes rebelles. L'accord indique que le JEM doit se constituer « en parti politique dès la signature de l'accord final entre les deux parties »[5].

- Mercredi 24 février 2010 : Le ministre soudanais de la Justice fait libérer 57 prisonniers du JEM, dont 50 étaient condamnées à mort, soit la moitié des détenus membres de ce groupe rebelle du Darfour. Le président Omar el-Béchir avait annoncé le week-end dernier l'annulation des peines de mort prononcées contre les prisonniers du JEM et la libération rapide de 3O% d'entre eux, après la signature de l'accord de Doha.

- Vendredi 5 mars 2010 : Une patrouille de la mission de paix au Darfour, composée de plus de 40 hommes, en route vers Déribat (Jebel Marra), ville où d'importants combats ont eu lieu au cours des deux dernières semaines, a été capturée par « un important groupe d'hommes armés » qui les ont relâché en majorité le lendemain[23].

- Samedi 6 mars 2010 : à la suite de l'attaque de la veille, les assaillants ont relâché la plupart des soldats et trois véhicules blindés, mais deux casques bleus manquent à l'appel, avec six véhicules et du matériel.

- Dimanche 14 mars 2010 : Les deux français, employés de l'ONG lyonnaise Triangle génération humanitaire, enlevés à Birao (République centrafricaine), le 22 novembre 2009 sont libérés au Darfour. Ces enlèvements avaient été revendiqués par les Aigles africains de la liberté, lesquels menaçaient de tuer leurs otages si Paris ne traitait pas directement avec eux.

- Jeudi 18 mars 2010 : libération de l'employé franco-britannique de la Croix-Rouge enlevé en octobre au Darfour il y a 5 mois.

- Lundi 29 mars 2010 : le Mouvement pour la justice et l'égalité, engagé à Doha dans des pourparlers de paix avec le gouvernement soudanais, menace de reprendre les armes en cas d'échec des négociations. Le JEM accuse le pouvoir central de préparer « des renforts militaires » et de se tenir « prêt à la guerre, pas à la paix ».

### Deuxième trimestre au Darfour
- Lundi 12 avril 2010 : quatre soldats de la force de maintien de la paix ONU-Union africaine au Darfour (Minuad) sont portés disparus depuis plus de 24 heures.

- Jeudi 15 avril 2010 : l'armée soudanaise démarre une période d'intensification de ses opérations contre les rebelles. Le Darfour est le théâtre depuis 2003 d'une guerre civile complexe à l'origine de 300 000 morts selon les estimations de l'ONU et 2,7 millions de déplacés.

- Lundi 26 avril 2010 : les quatre policiers sud-africains de la mission de paix ONU-Union africaine enlevés le 11 avril ont été libérés et laissés à Nertiti. Aucune rançon n'aurait été payée.

- Dimanche 2 mai 2010 : des affrontements entre investisseurs floués et la police ont fait une dizaine de morts dimanche dernier à El-Facher, selon des sources humanitaires. Le gouverneur du Darfour-Nord fait état de trois morts. Ces affrontements seraient dus à l'effondrement d'une « chaîne de Ponzi », un stratagème financier frauduleux qui fait chaque année des dizaines de milliers de victimes de par le monde. Les premiers investisseurs sont rémunérés par les dépôts des investisseurs ultérieurs jusqu'au jour où cette bulle spéculative éclate.

- Mardi 4 mai 2010 : deux membres du parti du président Omar el-Béchir, Adam Ismaïl Ashaq Omar et Moussa Sadiq Moussa Beshara, élus lors des élections d'avril, auraient orchestré l'importante fraude pyramidale au Darfour à l'origine de heurts meurtriers ce week-end entre investisseurs floués et policiers. Le ministère de la justice les accuse d'avoir mis en œuvre une « chaîne de Ponzi », appelée « al-mawassir » en arabe ("escroquerie"), un stratagème frauduleux par lequel les investisseurs vendent à rabais des biens ou donnent de l'argent avec la promesse d'intérêts élevés[24].

- Vendredi 7 mai 2010 : deux casques bleus égyptiens ont été tués et trois autres blessés dans une embuscade au Darfour.

- Samedi 15 mai 2010 : l'armée a repris, après de lourds combats, le Jebel Moon faisant au moins morts parmi 108 rebelles du Mouvement pour la justice et l'égalité (JEM); 61 autres rebelles ont été faits prisonniers et 16 véhicules saisis. Les pertes de l'armée n'ont pas été publiés.

- Mardi 18 mai 2010 : trois travailleurs humanitaires, deux Soudanais et une Américaine, travaillant pour l'organisation évangélique américaine Samaritan's Purse, sont enlevés à la hauteur du village d'Abou Ajoura (secteur de Nyala, sud), une région où les rapts d'étrangers se multiplient depuis plus d'un an. Selon l'ONU, « deux voitures au sein desquelles se trouvaient neuf employés de l'ONG ont été arrêtées par des hommes armés, à hauteur du village d'Abou Ajoura, trois personnes ont été enlevées ».

- Vendredi 21 mai 2010 : le Mouvement pour la justice et l'égalité affirme avoir tué 200 soldats soudanais qui ont « fui les villages de Daeen et Shaariya dans la partie orientale du Darfour Sud ». Un bilan démenti par l'armée, « ces chiffres sont erronés et sans fondement ».

- Mardi 25 mai 2010 : les deux travailleurs humanitaires soudanais enlevés le 18 mai sont libérés à Nyala mais pas l'Américaine.

- Mercredi 26 mai 2010 : la Cour pénale internationale annonce avoir saisi le Conseil de sécurité des Nations unies à la suite du refus du Soudan d'arrêter et de livrer le ministre des Affaires humanitaires, Ahmed Haroun, et le chef des milices arabes Janjaweed, Ali Kushayb, suspectés de crimes de guerre au Darfour. La cour avait délivré un mandat d'arrêt en 2007 à l'encontre des deux hommes pour 51 chefs de crime contre l'humanité et crimes de guerre[25].

- Dimanche 6 juin 2010 : Nouveaux affrontements entre tribus arabes rivales ont fait de jeudi à samedi 41 morts au Darfour.

- Lundi 7 juin 2010 : Selon un rapport de la mission ONU-Union africaine (Minuad), les combats ont fait près de 657 morts au Darfour en mai, mois le plus meurtrier depuis le déploiement en 2008 de la mission de paix hybride dans cette région. Les affrontements entre la rébellion et les forces gouvernementales ont fait 440 morts alors que les combats entre tribus arabes rivales en ont fait 126, par ailleurs 31 morts sont liés à des meurtres ou à des accidents.

- Vendredi 18 juin 2010 : De nouveaux affrontements entre tribus arabes rivales ont fait au moins 50 morts.

- Mercredi 23 juin 2010 : Deux humanitaires de l'ONG allemande THW, un Allemand et un Néerlandais, ont été enlevés dans la nuit de mardi à mercredi par des hommes armés dans leur bureau de Nyala.

- Lundi 28 juin 2010 : Un accord de réconciliation est signé entre les tribus arabes musulmanes, Rizeigat et Misseriya, qui, depuis le mois de mars, se sont livrées des batailles féroces et sanguinaires qui ont fait plusieurs centaines de morts.

### Troisième trimestre au Darfour
- Jeudi 15 juillet 2010 : Le Soudan ordonne l'expulsion, dans un délai de 72 heures, de deux responsables de l'Organisation internationale pour les migrations (OIM) actifs au Darfour, dans la foulée du mandat d'arrêt contre le président Omar el-Béchir pour génocide. Il s'agit de l'Espagnole, Carla Martinez, directrice de l'OIM au Darfour, et de l'Italienne, Laura Palatini, chef du bureau de l'OIM dans le secteur du Darfour-Sud, ont précisé d'autres sources humanitaires suivant de près ce dossier.

- Vendredi 16 juillet 2010 : L'armée soudanaise annonce avoir tué plus de 300 rebelles du Mouvement pour la justice et l'égalité (JEM) et perdu 75 soldats dans une série d'affrontements récents, près des montagnes Adola et près de Kuma. L'armée a détruit des dizaines de véhicules du JEM et récupéré des citernes dérobés par les rebelles.

- Mardi 27 juillet 2010 :
  - Libération des 2 Allemands enlevés le 22 juin dernier.
  - Un hélicoptère de la compagnie aérienne russe UTair, qui assurait une mission commune de l'ONU et de l'Union africaine, est capturé par l'armée soudanaise avec neuf personnes à bord, dont 4 membres de l'équipage russe et 5 Soudanais dont 3 chefs rebelles du Darfour. Pris dans le mauvais temps, l'appareil avait été contraint à atterrir d'urgence dans une zone où il n'était pas attendu. Après vérifications, il a été libéré mais le pilote russe serait resté prisonnier.

- Dimanche 1er août 2010 : Quatre casques bleus originaires de Sierra Leone sont morts, en début de soirée, dans un accident de la route à Nyala, leur véhicule 4x4 est entré en collision avec un camion.

- Vendredi 6 août 2010 : Les autorités soudanaises interdisent aux humanitaires l'accès à l'immense camp de déplacés de Kalma et au village voisin de Bilal où la situation demeure tendue après des combats la semaine dernière entre partisans et opposants du processus de paix. Des combats meurtriers ont opposé la semaine dernière des supporters de l'Armée de libération du Soudan d'Abdelwahid Nour, un important groupe rebelle hostile au processus de paix de Doha, et des personnes dites favorables à ces pourparlers[26].

- Samedi 14 août 2010 : Deux officiers de police jordaniens travaillant à la mission de l'Union africaine et des Nations unies au Darfour (Minuad) ont été enlevés à Nyala par trois hommes dans un véhicule tout terrain[27].

- Lundi 16 août 2010 : Des responsables d'ONG humanitaires révèlent que les autorités du Darfour-Ouest ont expulsé du Darfour, au cours des derniers jours, cinq humanitaires travaillant pour des agences de l'ONU et la Croix-Rouge internationale, précisant que les raisons de cette décision demeuraient « nébuleuses ».

- Mardi 17 août 2010 :
  - Les deux policiers jordaniens de la force de maintien de la paix ONU-Union africaine (Minuad) enlevés samedi ont été libérés.
  - Deux importantes tribus arabes du Darfour, qui avaient cessé les hostilités fin juin, ont repris leurs affrontements meurtriers au cours des derniers jours. Les Rezeigat auraient attaqué un village Misseriya dans la région de Kass, tuant 27 personnes et en blessant 13 autres. Ces nouveaux affrontements surviennent en plein mois du ramadan, où la population musulmane respecte le jeûne diurne.

- Dimanche 29 août 2010 :
  - Trois pilotes russes, employés par la compagnie aérienne soudanaise Badr Airlines, ont été enlevés à Nyala.
  - Une humanitaire américaine de l'organisation évangélique Samaritan's Purse, enlevée, il y a plus de trois mois, est libérée par ses ravisseurs.

- Mardi 31 août 2010 : Les trois pilotes russes enlevés dimanche ont été relâchés.

- Vendredi 3 septembre 2010 : Des groupes d'hommes armés ont tué en deux jours plus de 50 personnes dans l'attaque de plusieurs villages d'une zone tenue par la guérilla, située à l'ouest de la ville de Tawila, selon des rebelles de l'Armée de libération du Soudan (SLA).

- Samedi 4 septembre 2010 : Dix personnes ont péri et 27 personnes ont été blessés dans des heurts avec la police survenus dans deux camps de réfugiés au Darfour, selon un bilan de l'Armée de libération du Soudan. Les forces gouvernementales ont attaqué des déplacés dans les camps de Hamidiya et Khamsa Dagaig.

### Quatrième trimestre au Darfour
- Mercredi 3 novembre 2010 : Trois pilotes russes ont été enlevés hier dans l'un des quartiers de Nyala. Ils travaillaient pour une compagnie privée ayant un contrat avec le Programme alimentaire mondial. « Les services de sécurité ont poursuivi les ravisseurs jusqu'à la tombée de la nuit », sans succès.

- Lundi 8 novembre 2010 : Depuis 5 jours, les combats ont repris entre les forces pro-gouvernementales et des groupes rebelles du Mouvement pour la justice et l'égalité après que ces derniers ont attaqué un convoi de près d'une centaine de camions escortés par la police soudanaise. Les affrontements ont fait au moins 37 morts au sein des forces soudanaises et au moins une soixantaine au sein de la rébellion.

- Mercredi 1er décembre 2010 : La délégation de l'ONU et du Qatar, chargée des négociations de paix entre les rebelles du Darfour et le gouvernement, a été violemment prise à partie par des centaines étudiants de l'université de Zalingei. C'est la deuxième fois en deux jours que l'équipe est contrainte de s'enfuir devant des habitants, furieux de l'absence d'accord après sept années de guerre civile qui ont fait 300.000 morts, selon l'ONU, et 2,7 millions de déplacés. Le ministère de l'intérieur fait état de deux étudiants morts et de neuf blessés – six étudiants et trois policiers[28].

- Mercredi 8 décembre 2010 : Les trois Lettons, deux pilotes d'hélicoptères et un mécanicien, travaillant pour une compagnie aérienne sous contrat avec le Programme alimentaire mondial, enlevés à Nyala début novembre par des hommes armés d'une tribu arabe de la région, ont été libérés.

- Vendredi 31 décembre 2010 : Le gouvernement soudanais retire sa délégation aux négociations de Doha sur la paix au Darfour, « parce qu'elle n'a plus rien à faire », mais reste prêt à poursuivre les efforts pour pacifier cette région de l'ouest du pays en proie à la guerre depuis plus de sept ans. Le Mouvement de libération pour la justice (LJM), regroupement de petites factions darfouries, devait finaliser à la mi-décembre un accord de paix avec Khartoum, mais la signature a été reportée[29].

## Chronologie auSoudan du Sud

### Premier trimestre au Soudan du Sud
- Vendredi 22 janvier 2010 : Les affrontements tribaux ont fait 24 morts et au moins 16 blessés et 5 disparus depuis lundi dans le village de Koul-Anyang (État de Jonglei) entre des membres de la tribu Nuer et de la tribu Dinka.

- Mardi 2 février 2010 : 4,3 millions de personnes, sur 8,5 millions d'habitants, ont besoin d'aide alimentaire soit 4 fois plus qu'il  a un an, en raison des violences et de la sécheresse, pour atteindre 4,3 millions, selon le Programme alimentaire mondial et le ministre sud-soudanais de l'Agriculture, Samson Kwaje[30].

- Jeudi 4 février 2010 : Nouveaux affrontements entre éleveurs de bétail de la tribu arabe nordiste des Messirias et des éléments de l'Armée populaire de libération du Soudan (SPLA), causant la mort de 16 personnes et faisant au moins 11 blessés, dans un village près de Bentiu (capitale de l'État d'Unité). L'armée sudiste accuse régulièrement le gouvernement central de Khartoum d'armer certaines tribus ou milices afin de déstabiliser le Soudan du Sud qui doit se prononcer sur son indépendance lors d'un référendum prévu en janvier 2011. Les éleveurs de la tribu arabe des Messirias, établie dans l'État nordiste voisin du Kordofan-Sud, migrent chaque année afin de faire paître leur bétail[31].

- Mardi 9 mars 2010 : Selon l'Organisation internationale pour les migrations (OIM), plus de la moitié des quatre millions de personnes qui avaient fui le Soudan du Sud en raison de la guerre civile avec le nord, sont rentrées dans la région depuis la signature de l'accord de paix en janvier 2005. Les quelque vingt ans de guerre civile entre le Nord, majoritairement musulman, et le Sud, en grande partie chrétien, ont fait 2 millions de morts et 4 millions de déplacés.

- Vendredi 19 mars 2010 : Au moins 13 personnes sont mortes cette semaine dans des affrontements entre des nomades arabes de la tribu Messiria, et l'Armée populaire de libération du Soudan dans une zone que se disputent le nord et le sud du Soudan. Plus de 400 personnes sont mortes depuis le début de l'année au Soudan du Sud dans des combats, souvent tribaux.

### Deuxième trimestre au Soudan du Sud
- Lundi 5 avril 2010 : trois personnes sont arrêtées à proximité de Malakal, capitale de l'État sudiste du Haut-Nil, pour avoir distribué de fausses cartes d'électeurs en vue des prochaines élections, parmi eux un membre du SPLM-DC, un parti proche du président Omar el-Béchir. La police a saisi « 132 fausses cartes d'électeurs ». Le Soudan compte environ entre 20 et 21 millions d'électeurs potentiels. Seize millions de personnes se sont enregistrées sur les listes, selon la commission électorale[32].

- Vendredi 23 avril 2010, Bahr al-Ghazal : des affrontements meurtriers entre « une compagnie de 120 soldats du SPLA » et «  des hommes armés portant des uniformes de l'armée nordiste et lourdement équipés » dans le district de Raja, un secteur limitrophe du Darfour. Les combats ont fait des « victimes des deux côtés » des belligérants, au moins 55 morts et 85 blessés. Selon l'armée soudanaise, les combats auraient en fait opposé des membres des tribus arabes Rizeigat, provenant du Darfour et en quête de pâturage pour leur bétail au Soudan du Sud[33].

- Samedi 24 avril 2010 : à la suite des combats de la veille, la tension est élevée. Un grand nombre de Rezeigat se rendent dans le secteur afin d'aider les leurs et l'armée sudiste envoient aussi des renforts depuis les trois villes de Raja, Aweil et Wau.

- Mardi 8 juin 2010 : Dans un rapport, l'ONG Ecos, qui regroupe des organisations européennes « travaillant pour la paix et la justice au Soudan », affirme que Lundin Petroleum et ses partenaires malais Petronas Carigali Overseas et autrichien OMV Exploration « peuvent avoir été complices dans la perpétration de crimes de guerre et de crimes contre l'humanité au Soudan ». L'exploitation du pétrole dans au sud du Soudan, une zone politiquement instable, a favorisé un conflit entre des rebelles et le gouvernement de Khartoum. Ecos évalue à environ 12 000 le nombre de personnes tuées ou mortes de faim, d'épuisement, ou de maladies liées au conflit entre 1997 et 2003 dans la région du gisement incriminé. Les compagnies pétrolières ont démenti « catégoriquement » ces accusations[34].

### Troisième trimestre au Soudan du Sud
- Samedi 31 juillet 2010 : L'ONG Médecins sans frontières (MSF) annonce la suspension de ses activités à la suite de la récente vague de violences dans l'État de Jonglei et contre ses employés et sa clinique à Gumuruk. Le 1er juillet, des hommes armés sont entrés dans la clinique afin de piller de la nourriture destinée à des enfants sous-alimentés. Trois jours plus tard, la clinique a été la cible d'un autre cambriolage. Puis, le 27 juillet, quatre employés de MSF voyageant en bateau à Gumuruk ont été pillés « violemment » par des hommes armés. La clinique MSF à Gumuruk s'occupe d'une population de 30 000 personnes[35].

- Dimanche 8 août 2010 : Des hommes armés ont tué 23 personnes, dont des officiers de police, lors d'une embuscade contre un camion circulant dans le district de Koch, à 70 km au sud-est de Bentiu dans la région pétrolière d'Unité, et « huit autres personnes ont été blessées ». L'identité des assaillants n'est pas connue, mais l'armée sudiste pense qu'il pourrait s'agir de vestiges de la milice de Galwak Gai, un ancien colonel entré en mutinerie contre le pouvoir sudiste dans l'État d'Unité après les élections nationales d'avril[36].

### Quatrième trimestre au Soudan du Sud
- Mardi 12 octobre 2010 :
  - Le président Omar el-Béchir, dans un discours à l'Assemblée nationale, a prévenu qu'il n'accepterait pas d'« alternative à l'unité » de son pays, alors qu'un référendum sur l'autodétermination du Soudan du Sud est prévu en janvier. Plusieurs observateurs soudanais anticipent un report du scrutin en raison de différends politiques entre nordistes et sudistes et de retards dans l'organisation du vote, point-clé de l'accord de paix global ayant mis fin en 2005 à plus de deux décennies de guerre civile entre le Nord et le Sud, qui a fait deux millions de morts.
  - Les négociations, organisées à Addis-Abeba, entre les délégations du Parti du congrès national (Soudan du Nord) et du Mouvement de libération du peuple du Soudan du Sud sur la question du statut de la région pétrolifère contestée d'Abyei ont échoué. Les citoyens de cette région pétrolière doivent en théorie voter en janvier lors d'un référendum à part, afin de décider leur rattachement au nord ou au sud du Soudan.

- Vendredi 15 octobre 2010 : Selon le Haut Commissariat pour les réfugiés (HCR), la rébellion ougandaise de l'Armée de résistance du Seigneur (LRA) dont les attaques se sont intensifiées récemment, a tué au moins 2.000 personnes, enlevé plus de 2.600 et en a déplacées plus de 400.000 depuis décembre 2008. Depuis le début de l'année 2010, Cette rébellion a fait « au moins 344 » morts au cours de « 240 attaques mortelles ». Les attaques se sont intensifiées depuis septembre, relève le HCR qui s'inquiète « d'une situation dramatique », une « horreur » ayant pris une « ampleur régionale » pour laquelle « il n'y a jamais de répit ». Dirigée par Joseph Kony — recherché par la Cour pénale internationale pour crimes de guerre et crimes contre l'humanité - la LRA est considérée comme l'une des guérillas les plus brutales au monde. Elle est entrée en activité en 1988 dans le nord de l'Ouganda, avant d'étendre ses actions dans l'extrême nord-est de la RDC, en Province orientale depuis une dizaine d'années, puis en 2008 en Centrafrique et au Soudan du Sud[37].

- Lundi 15 novembre 2010 : L'Union africaine annonce  un accord-cadre entre le Parti du congrès national (NCP) et les ex-rebelles du Mouvement populaire de libération du Soudan (SPLM) sur un ensemble de dossiers litigieux à régler afin d'assurer une transition pacifique après le référendum de janvier. Le tracé de la « frontière ouverte » de 2 100 km doit être décidé avant le référendum d'indépendance, afin de permettre la circulation des biens et des personnes « sans obstacles » quelle que soit l'issue de la consultation. Le différend sur la région contestée d'Abyei, une poudrière à la lisière Nord-Sud, est le dossier le plus difficile[16].

- Mercredi 24 novembre 2010 : l'armée du Soudan du Sud accuse les forces armées soudanaises d'avoir intentionnellement bombardé ses positions afin de compromettre le référendum d'indépendance prévu le 9 janvier prochain. Un hélicoptère militaire des forces armées soudanaises a attaqué la position du SPLA à Kiirabem, dans l'État du Bahr al-Ghazal Nord, blessant 4 soldats et 2 civils.

- Mercredi 22 décembre 2010 : un accord se dessine avec le Nord-Soudan sur le partage du pétrole dont le Soudan du Sud regorge mais qui n'a pas de pipeline pour l'exporter. Le Soudan est doté de réserves estimées à plus de six milliards de barils, or, les trois-quarts de cette manne gisent dans des zones limitrophes et au Soudan du Sud, région qui doit se prononcer le 9 janvier sur sa sécession. La négociation porte sur une formule garantissant aux deux régions des revenus pétroliers, le Sud essentiellement par sa production, et le Nord par la location de son oléoduc qui traverse le Nord jusqu'à Port-Soudan, sur la Mer Rouge[38].